# Pratt & Whitney PW2000
Pratt & Whitney PW2000 (военное обозначение F117) — семейство турбовентиляторных авиационных двигателей высокой степени двухконтурности. Тяга двигателей составляет от 165 до 190 кН. Двигатель используется на самолетах Boeing 757. На B-757 также используются силовые установки Rolls-Royce RB211.

## История
PW2000 имеет две осевые турбины, кольцевую камеру сгорания и полностью электронную систему управления двигателем (ЭСУД). Двигатель был сертифицирован в 1984 году в качестве первого гражданского авиационного двигателя с системой ЭСУД.
MTU Aero Engines держит 21,2 % акций, они разработали турбины низкого давления и корпус турбины, также ими производятся комплектующие турбины низкого давления и её корпуса, компрессоры высокого давления и компоненты турбины высокого давления.
Первым, поступившим на службу гражданской авиации двигателем серии PW2000, был двигатель PW2037, установленный на Boeing 757-200 авиакомпании Delta Air Lines.
Кроме B-757, двигатели серии PW2000 устанавливались на военно-транспортных самолетах Boeing C-17 Globemaster III. Двигатель получил военное обозначение F117, производился конкретный вариант, используемый на С-17, известный как F117-PW-100. Первый полет C-17 с этим двигателем состоялся в 1991 году.
PW2337 был установлен на опытный Ил-96М, первый полёт которого состоялся 6 апреля 1993 года.
В 2008 году были зафиксированы случаи отказа турбины, двигатель PW2037 был взят под контроль, проводятся регулярные проверки.
Вариант PW2043, запущенный в производство в 1994 году обеспечивает тягу более 19375 кгс (190 кН). Предыдущие версии могут быть преобразованы до версии PW2043.
Применяется двигатель на самолетах: Boeing 757, Boeing C-32, Boeing C-17 Globemaster III, Ил-96М.

## Галерея

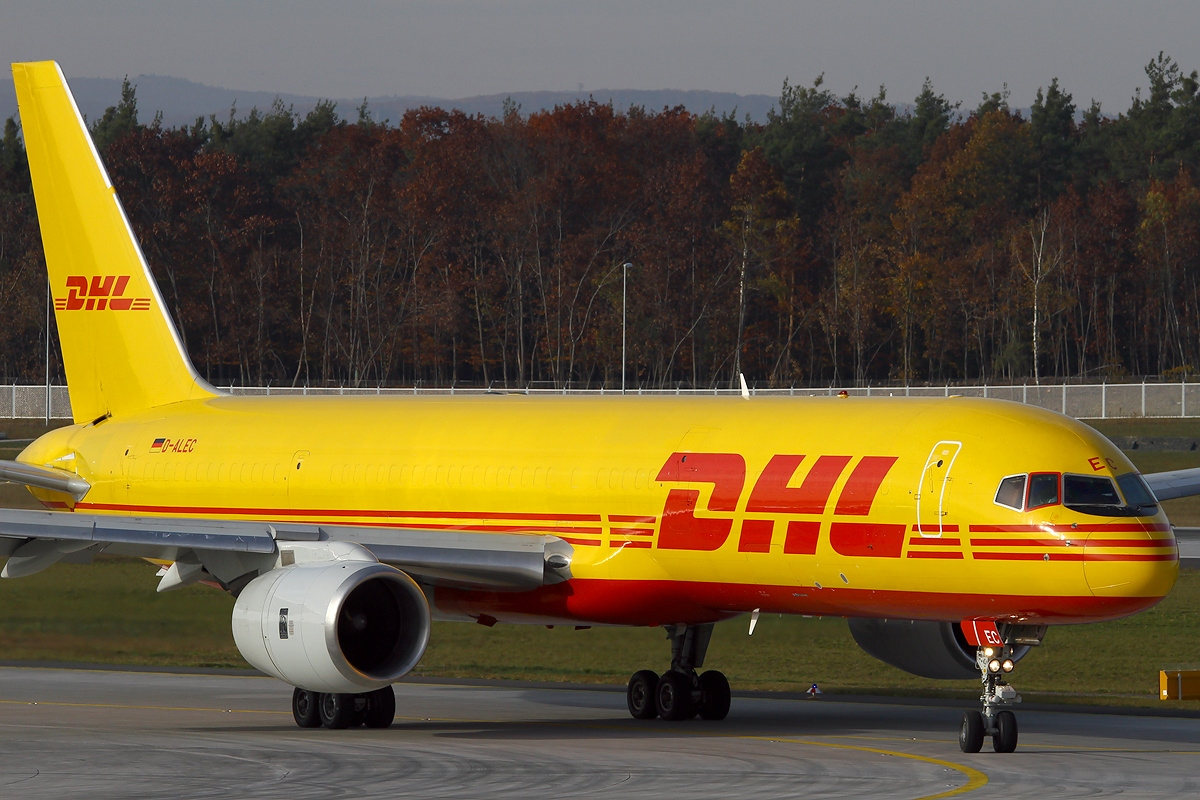
Boeing 757-236
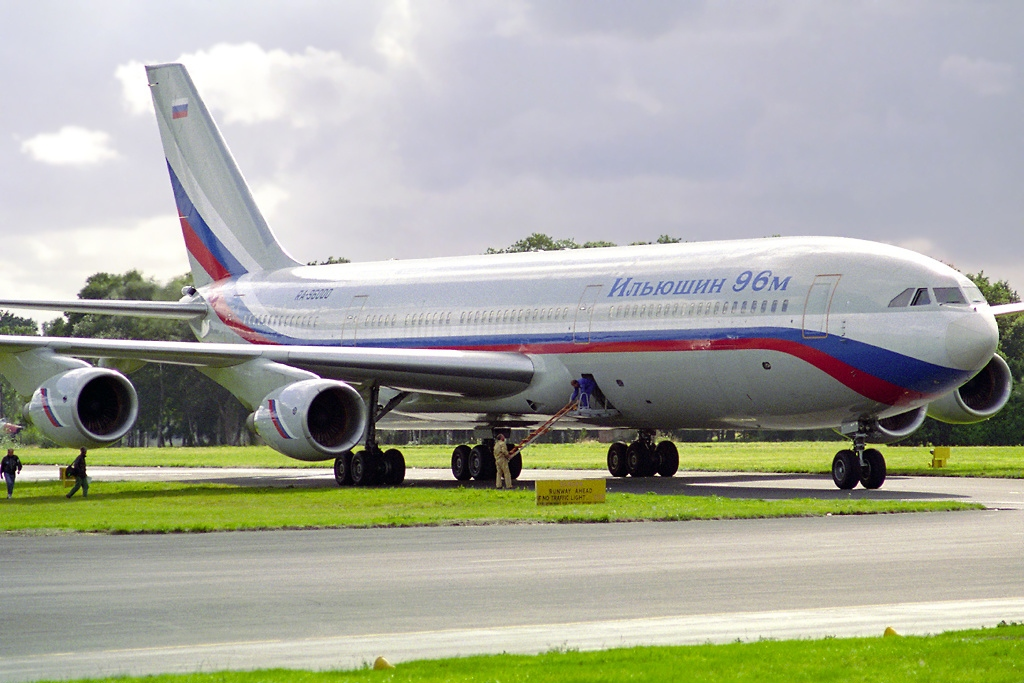
Ил-96М
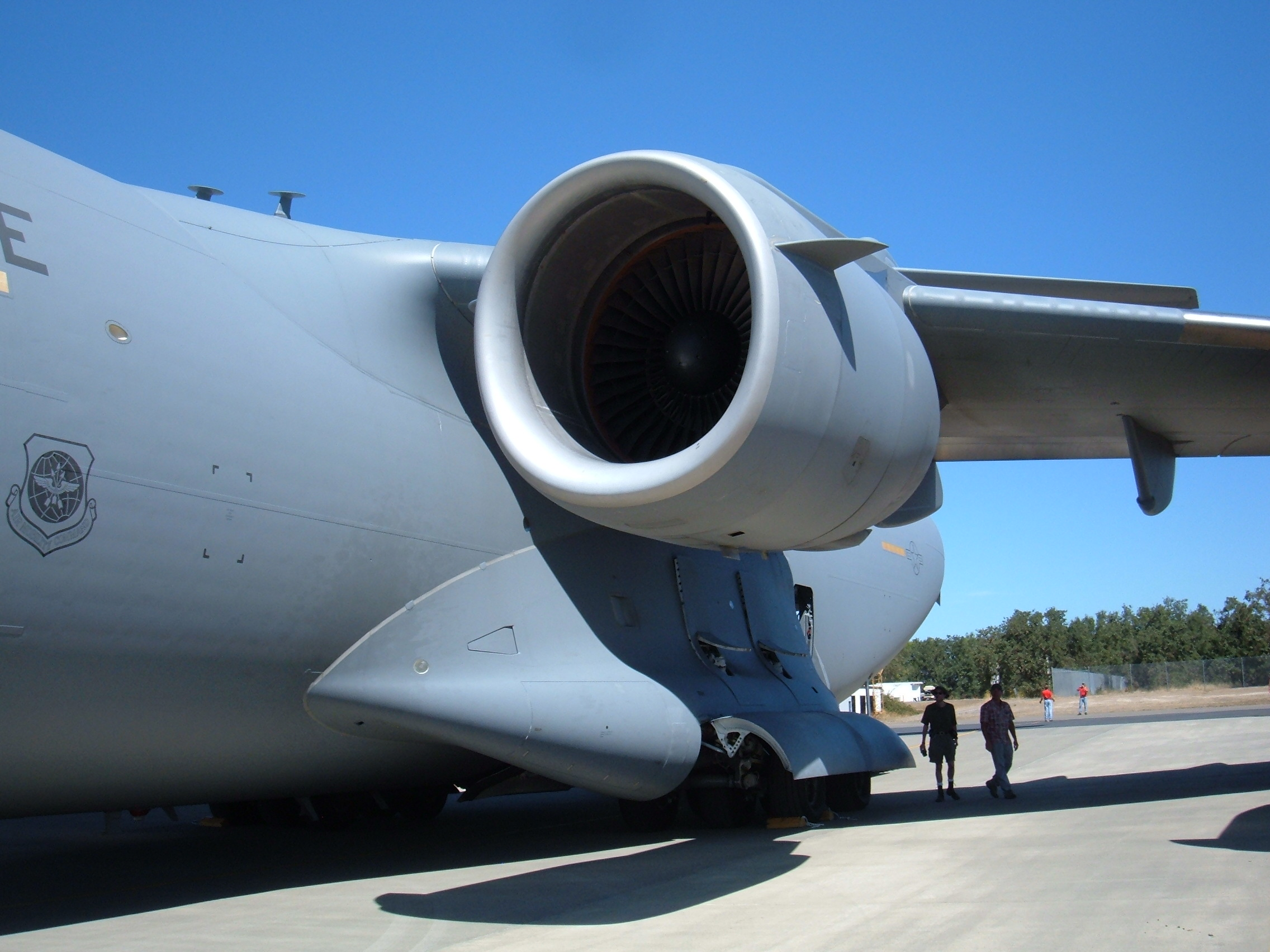
C-17
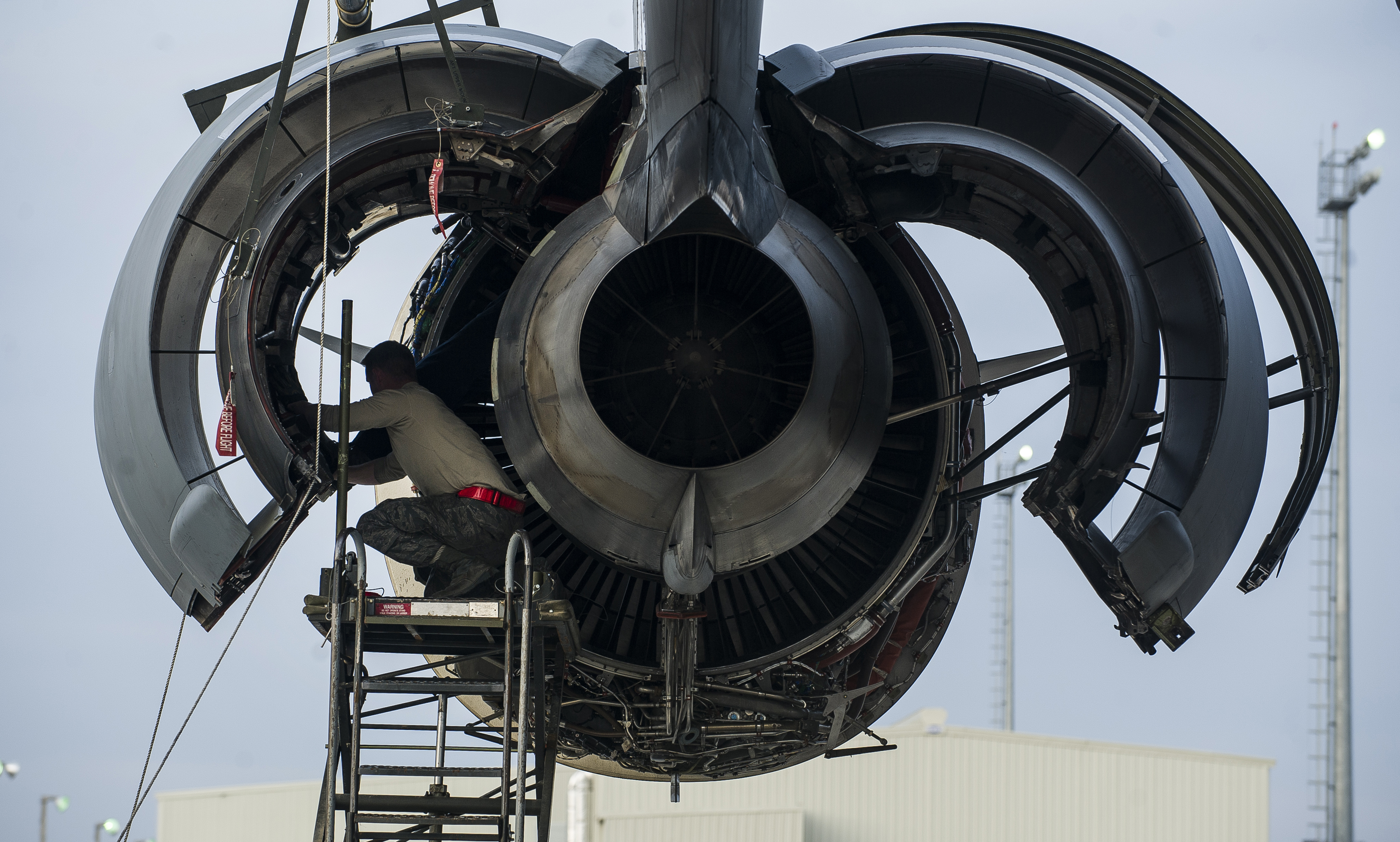
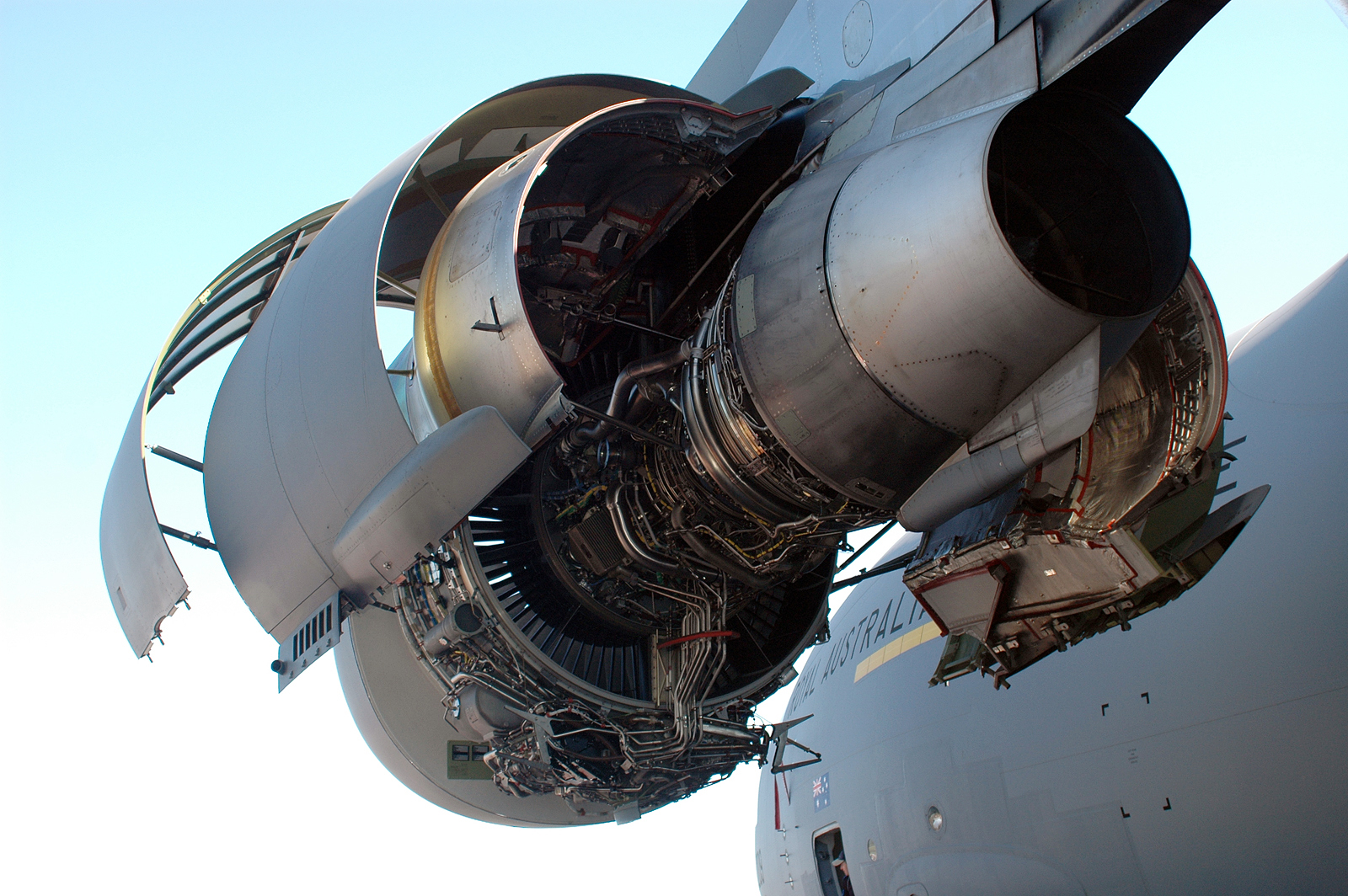